# فرودگاه پودور
 فرودگاه پودور (به انگلیسی: Podor Airport) یک فرودگاه همگانی با کد یاتا POD است . این فرودگاه در کشور سنگال قرار دارد و در ارتفاع ۶ متری از سطح دریا واقع شده است.